# آرهاوی
آرهاوی (به ترکی استانبولی: Arhavi) شهری است در کشور ترکیه که در استان آرتوین واقع شده‌است. جمعیت این شهر بر اساس سرشماری سال ۲۰۰۸ میلادی ۱۵٬۱۹۴ نفر و بر اساس برآوردهای سال ۲۰۰۹ میلادی ۱۴٬۲۸۷ نفر می‌باشد.